# Seleção Andorrana de Rugby Union
A Seleção Andorrana de Rugby Union é a equipe que representa Andorra em competições internacionais de Rugby Union.

## Ligações Externas
- http://rugbydata.com/andorra